# Енола (Пенсільванія)
Енола (англ. Enola) — переписна місцевість (CDP) в США, в окрузі Камберленд штату Пенсільванія. Населення — 6103 особи (2020).

## Географія
Енола розташована за координатами 40°17′14″ пн. ш. 76°56′7″ зх. д. / 40.28722° пн. ш. 76.93528° зх. д. (40.287109, -76.935218).  За даними Бюро перепису населення США в 2010 році переписна місцевість мала площу 4,94 км², з яких 4,89 км² — суходіл та 0,05 км² — водойми. В 2017 році площа становила 4,20 км², з яких 4,17 км² — суходіл та 0,03 км² — водойми.

## Демографія
Згідно з переписом 2010 року, у переписній місцевості мешкало 6111 осіб у 2617 домогосподарствах у складі 1462 родин. Густота населення становила 1238 осіб/км².  Було 2795 помешкань (566/км²).
Расовий склад населення:
| - 89,9 % — білих - 3,4 % — чорних або афроамериканців - 1,8 % — азіатів - 0,3 % — корінних американців - 1,6 % — осіб інших рас |

До двох чи більше рас належало 3,1 %. Частка іспаномовних становила 4,0 % від усіх жителів.
За віковим діапазоном населення розподілялося таким чином: 20,6 % — особи молодші 18 років, 68,4 % — особи у віці 18—64 років, 11,0 % — особи у віці 65 років та старші. Медіана віку мешканця становила 35,3 року. На 100 осіб жіночої статі у переписній місцевості припадало 94,1 чоловіків;  на 100 жінок у віці від 18 років та старших — 89,2 чоловіків також старших 18 років.
Середній дохід на одне домашнє господарство  становив 53 700 доларів США (медіана — 48 986), а середній дохід на одну сім'ю — 62 341 долар (медіана — 55 232). Медіана доходів становила 40 619 доларів для чоловіків та 40 185 доларів для жінок. За межею бідності перебувало 11,7 % осіб, у тому числі 14,7 % дітей у віці до 18 років та 7,1 % осіб у віці 65 років та старших.
Цивільне працевлаштоване населення становило 3261 особа. Основні галузі зайнятості: освіта, охорона здоров'я та соціальна допомога — 13,7 %, фінанси, страхування та нерухомість — 13,2 %, публічна адміністрація — 12,9 %.